# Christian Nørgaard
Pour les articles homonymes, voir Nørgaard.
Christian Nørgaard, né le 10 mars 1994 à Copenhague au Danemark, est un footballeur international danois qui évolue au poste de milieu défensif au Arsenal FC.

## Biographie

### En club
Né à Copenhague au Danemark, Christian Nørgaard est formé par le Lyngby BK, où il commence sa carrière professionnelle.
Le 25 janvier 2012, il rejoint l'Allemagne afin de s'engager en faveur du Hambourg SV. Le milieu de terrain de 17 ans signe un contrat de cinq ans.
Christian Nørgaard participe aux tours préliminaires de la Ligue Europa avec le club du Brøndby IF.
Le 26 avril 2015, il inscrit avec Brøndby un doublé en championnat, contre le club de Vestsjælland (victoire 4-0).
Le 20 juillet 2018, il s'engage pour quatre saisons avec l'AC Fiorentina, contre 3,5 millions d'euros.
Il joue son premier match pour la Fiorentina le 26 août 2018 contre le Chievo Vérone, lors d'une rencontre de Serie A. Il entre en jeu à la place d'Edimilson Fernandes et voit son équipe l'emporter sur le score de six buts à un.
En mai 2019 Christian Nørgaard quitte la Fiorentina et rejoint le club anglais du Brentford FC pour un contrat de quatre ans,.
Il joue son premier match sous ses nouvelles couleurs le 17 août 2019, lors d'une rencontre de championnat face à Hull City. Il est titularisé et les deux équipes se neutralisent (1-1 score final).
Lors de la saison 2020-2021 il participe à la montée du club en Premier League, Brentford retrouvant l'élite du football anglais 74 ans après l'avoir quitté,.
Le 1er janvier 2022, Nørgaard prolonge son contrat avec Brentford jusqu'en juin 2025 avec une année en option. Nørgaard s'impose comme un joueur clé de Brentford mais également comme l'un des meilleurs milieux de Premier League dès de sa première saison dans l'élite du football anglais, étant le meilleur tacleur du championnat et l'un de ceux qui interceptent le plus de ballons lors de la saison 2021-2022. Il est récompensé de sa saison en étant élu joueur de l'année par les supporters de Brentford.
Le 10 juillet 2025, Christian Nørgaard rejoint l'Arsenal FC. Il signe un contrat de deux ans, soit jusqu'en juin 2027, avec une année supplémentaire en option,.

### En équipe nationale
Christian Nørgaard est sélectionné dans quasiment toutes les catégories de jeunes, des moins de 16 ans jusqu'aux espoirs.
Avec les moins de 17 ans, il participe au championnat d'Europe des moins de 17 ans en 2011. Lors de cette compétition organisée en Serbie, il joue quatre matchs. Le Danemark atteint les demi-finales du tournoi, en étant battu par l'Allemagne.
Cette performance lui permet de participer dans la foulée à la Coupe du monde des moins de 17 ans qui se déroule au Mexique. Lors de cette compétition, il joue trois matchs : contre le Brésil, la Côte d'Ivoire, et l'Australie.
Avec les espoirs, il participe au championnat d'Europe espoirs en 2015. Lors de cette compétition organisée en Tchéquie, il joue quatre matchs. Le Danemark atteint les demi-finales du tournoi, en étant battu par la Suède.
En mai 2021, il est convoqué par Kasper Hjulmand, le sélectionneur de l'équipe nationale du Danemark, dans la liste des 26 joueurs danois retenus pour participer à l'Euro 2020,.
Le 14 novembre 2022, il est sélectionné par Kasper Hjulmand pour participer à la Coupe du monde 2022.
Le 30 mai 2024, Nørgaard figure dans la liste des 26 joueurs danois retenus par Kasper Hjulmand pour participer à l'Euro 2024,.

## Palmarès
Brøndby IF :
- Coupe du Danemark : 2018